# Xingren
Xingren (兴仁市S, Xīngrén ShìP) è una città-contea della Cina, situata nella provincia del Guizhou e amministrata dalla prefettura autonoma buyei e miao di Qianxinan.